# بادام ارومیه‌ای
بادام ارومیه‌ای (نام علمی: Amygdalus urumiensis) نام علمی مترادف (نام علمی: Prunus urumiensis) گونه‌ای از سرده بادام است.